# Movimientos retrógrado y prógrado

Órbita retrógrada: el satélite (rojo) órbita en la dirección opuesta a la rotación de su primario (azul / negro)

El movimiento retrógrado en astronomía es, en general, el movimiento orbital o rotacional de un objeto en la dirección opuesta a la rotación de su primario, que es el objeto central (figura derecha). También puede describir otros movimientos como la precesión o nutación del eje de rotación del objeto. El movimiento progresivo, prógrado o directo es un movimiento en la misma dirección en que gira el primario. La rotación está determinada por un marco de referencia inercial, como las estrellas fijas distantes. Sin embargo, retrógrado y progresivo también puede referirse a un objeto que no sea el primario, si así se describe.
En nuestro Sistema Solar, las órbitas sobre el Sol de todos los planetas y la mayoría de los demás objetos, excepto muchos cometas, están progresas, es decir, en la misma dirección en que gira el Sol. Las rotaciones de la mayoría de los planetas, excepto Venus y Urano, también son progresivas. La mayoría de los satélites naturales tienen órbitas progresivas sobre sus planetas. Satélites progresivos de la órbita de Urano en la dirección en que gira Urano, que está retrógrado al Sol. Los satélites retrógrados son generalmente pequeños y distantes de sus planetas, excepto el satélite Tritón de Neptuno, que es grande y cercano. Se cree que todos los satélites retrógrados se formaron por separado antes de ser capturados por sus planetas.

## Formación de sistemas celestes.
Cuando se forma una galaxia o un sistema planetario, su material toma la forma de un disco. La mayor parte del material orbita y gira en una dirección. Esta uniformidad de movimiento se debe al colapso de una nube de gas. La naturaleza del colapso se explica por el principio llamado conservación del momento angular. En 2010, el descubrimiento de varios Júpiter calientes con órbitas atrasadas cuestionó las teorías sobre la formación de sistemas planetarios. Esto se puede explicar al observar que las estrellas y sus planetas no se forman de manera aislada, sino en cúmulos de estrellas que contienen nubes moleculares. Cuando un disco protoplanetario choca con o se roba material de una nube, esto puede resultar en un movimiento retrógrado de un disco y los planetas resultantes.

## Parámetros orbitales

### Inclinación
La inclinación de un objeto celeste indica si la órbita del objeto es prógrada o retrógrada. La inclinación de un objeto celeste es el ángulo entre su plano orbital y otro marco de referencia, como el plano ecuatorial del primario del objeto. En el Sistema Solar, la inclinación de los planetas se mide desde el plano eclíptico, que es el plano de la órbita de la Tierra alrededor del Sol. La inclinación de las lunas se mide desde el ecuador del planeta que orbitan. Un objeto con una inclinación entre 0 y 90 grados está orbitando o girando en la misma dirección en que gira el primario. Un objeto con una inclinación de exactamente 90 grados tiene una órbita perpendicular que no es ni progresiva ni retrógrada. Un objeto con una inclinación entre 90 grados y 180 grados está en una órbita retrógrada.

### Inclinación axial
La inclinación axial de un objeto celeste indica si la rotación del objeto es progresiva o retrógrada. La inclinación axial es el ángulo entre el eje de rotación de un objeto y una línea perpendicular a su plano orbital que pasa por el centro del objeto. Un objeto con una inclinación axial de hasta 90 grados gira en la misma dirección que su primario. Un objeto con una inclinación axial de exactamente 90 grados tiene una rotación perpendicular que no es ni progresiva ni retrógrada. Un objeto con una inclinación axial entre 90 grados y 180 grados gira en dirección opuesta a su dirección orbital. Independientemente de la inclinación o inclinación axial, el polo norte de cualquier planeta o luna en el Sistema Solar se define como el polo que se encuentra en el mismo hemisferio celeste que el polo norte de la Tierra.

## Planetas
Todos los ocho planetas del Sistema Solar orbitan alrededor del Sol en la dirección de la rotación del Sol, que es en sentido contrario a las agujas del reloj cuando se ve desde el polo norte del Sol. Seis de los planetas también giran alrededor de su eje en esta misma dirección. Las excepciones, los planetas con rotación retrógrada, son Venus y Urano. La inclinación axial de Venus es de 177 °, lo que significa que está girando casi exactamente en la dirección opuesta a su órbita. Urano tiene una inclinación axial de 97.77 °, por lo que su eje de rotación es aproximadamente paralelo al plano del Sistema Solar. La razón de la inusual inclinación axial de Urano no se conoce con certeza, pero la especulación habitual es que durante la formación del Sistema Solar, un protoplaneta del tamaño de la Tierra colisionó con Urano, causando la orientación sesgada.

## Planetas enanos
Todos los planetas enanos conocidos y los candidatos a planetas enanos tienen órbitas prógradas alrededor del Sol, pero algunos tienen rotación retrógrada. Plutón tiene rotación retrógrada; Su inclinación axial es de aproximadamente 120 grados. Plutón y su luna Caronte están ambos encerrados entre sí. Se sospecha que el sistema de satélite plutoniano fue creado por una colisión masiva

## Atmósfera de la Tierra
El movimiento retrógrado, o retroceso, dentro de la atmósfera de la Tierra se ve en sistemas meteorológicos cuyo movimiento es opuesto a la dirección general del flujo de aire, es decir, de este a oeste contra los vientos del oeste o de oeste a este a través del viento del este.

## Satélites artificiales
Los satélites artificiales generalmente se lanzan en dirección progresiva, ya que esto minimiza la cantidad de propelente requerido para alcanzar la órbita al aprovechar la rotación de la Tierra (un sitio de lanzamiento ecuatorial es óptimo para este efecto).

## Satélites y anillos naturales

La luna naranja está en una órbita retrógrada.

Si se forma en el campo de gravedad de un planeta mientras el planeta se está formando, una luna orbitará el planeta en la misma dirección en que el planeta está girando y es una luna regular. Si un objeto se forma en otro lugar y luego es capturado en órbita por la gravedad de un planeta, se puede capturar en una órbita retrógrada o progresiva, dependiendo de si primero se aproxima al lado del planeta que está girando hacia o desde este. Esta es una luna irregular.
En el Sistema Solar, muchas de las lunas del tamaño de un asteroide tienen órbitas retrógradas, mientras que todas las lunas grandes, excepto Tritón (la más grande de las lunas de Neptuno), tienen órbitas prógradas. Se cree que las partículas en el anillo de Phoebe de Saturno tienen una órbita retrógrada porque se originan a partir de la luna irregular de Phoebe.
Todos los satélites retrógrados experimentan cierta desaceleración de las mareas. El único satélite en el Sistema Solar para el cual este efecto no es despreciable es el satélite Tritón de Neptuno. Todos los demás satélites retrógrados están en órbitas distantes y las fuerzas de marea entre ellos y el planeta son insignificantes.
Dentro de la esfera de Hill, la región de estabilidad para las órbitas retrógradas a una gran distancia de la primaria es mayor que la de las órbitas prógradas. Esto se ha sugerido como una explicación para la preponderancia de lunas retrógradas alrededor de Júpiter. Sin embargo, debido a que Saturno tiene una mezcla más uniforme de lunas retrógradas / prógradas, las causas subyacentes parecen ser más complejas.
Con la excepción de Hyperión, todos los satélites naturales planetarios regulares conocidos en el Sistema Solar están bloqueados tidalmente a su planeta anfitrión, por lo que tienen una rotación cero con respecto a su planeta anfitrión, pero tienen el mismo tipo de rotación en relación con el Sol como su planeta anfitrión , porque tienen órbitas prógradas alrededor de su planeta huésped. Es decir, todos tienen una rotación progresiva en relación con el Sol, excepto las de Urano.
Si hay una colisión, el material podría ser expulsado en cualquier dirección y unirse en lunas ya sea progresivas o retrógradas, lo que puede ser el caso de las lunas del planeta enano Haumea, aunque no se conoce la dirección de rotación de Haumea.

## Pequeños cuerpos del sistema solar

### Asteroides
Los asteroides usualmente tienen una órbita prógrada alrededor del Sol. Sólo se conocen unas pocas docenas de asteroides en órbitas retrógradas.
Algunos asteroides con órbitas retrógradas pueden ser quemados-fuera de cometas, pero algunos pueden adquirir su órbita retrógrada debido a interacciones gravitacionales con Júpiter.
Debido a su pequeño tamaño y su gran distancia de la Tierra, es difícil analizar telescópicamente la rotación de la mayoría de los asteroides. A partir de 2012, hay datos disponibles para menos de 200 asteroides y los diferentes métodos para determinar la orientación de los polos a menudo producen grandes discrepancias. El catálogo de vectores de giro de asteroides del Observatorio de Poznan evita el uso de las frases «rotación retrógrada» o «rotación prógrada», ya que depende del plano de referencia al que se refiera y las coordenadas de los asteroides suelen darse con respecto al plano de la eclíptica y no al plano orbital del asteroide.
Los asteroides con satélites, también conocidos como asteroides binarios, representan aproximadamente el 15% de todos los asteroides con menos de 10 km de diámetro en el cinturón principal y la población cercana a la Tierra y se cree que la mayoría está formada por el efecto YORP que hace que un asteroide gire de manera Rápido que se rompa. A partir de 2012, y donde se conoce la rotación, todos los satélites de asteroides orbitan el asteroide en la misma dirección en que gira el asteroide.
La mayoría de los objetos conocidos que están en resonancia orbital están orbitando en la misma dirección que los objetos con los que están en resonancia, sin embargo, se han encontrado algunos asteroides retrógrados en resonancia con Júpiter y Saturno.

### Cometas
Los cometas de la nube de Oort son mucho más propensos que los asteroides a ser retrógrados. El cometa Halley tiene una órbita retrógrada alrededor del Sol.

### Cinturón de Kuiper
La mayoría de los objetos del cinturón de Kuiper tienen órbitas prógradas alrededor del sol. El primer objeto del cinturón de Kuiper descubierto para tener una órbita retrógrada fue  2008 KV42. Otros objetos del cinturón de Kuiper con órbitas retrógradas son (471325) 2011 KT19, (342842) 2008YB3, (468861) 2013 LU28 y 2011 MM4. Todas estas órbitas están muy inclinadas, con inclinaciones en el rango de 100 ° - 125 °.

### Meteoroides
Los meteoroides en una órbita retrógrada alrededor del Sol golpean la Tierra con una velocidad relativa más rápida que los meteoroides progresivos y tienden a arder en la atmósfera y son más propensos a golpear el lado de la Tierra que está alejado del Sol (es decir, de noche) mientras que los meteoroides progresivos tienen velocidades de cierre más lentas y con mayor frecuencia aterrizan como meteoritos y tienden a golpear el lado de la Tierra que mira hacia el Sol. La mayoría de los meteoroides son prógradas..

## El Sol
El movimiento del Sol sobre el centro de masa del Sistema Solar se complica por las perturbaciones de los planetas. Cada pocos cientos de años este movimiento cambia entre prógrado y retrógrado.

## Exoplanetas
Las estrellas y los sistemas planetarios tienden a nacer en grupos de estrellas en lugar de formarse de manera aislada. Los discos protoplanetarios pueden colisionar o robar material de las nubes moleculares dentro del cúmulo y esto puede llevar a que los discos y sus planetas resultantes tengan órbitas inclinadas o retrógradas alrededor de sus estrellas. El movimiento retrógrado también puede ser el resultado de interacciones gravitacionales con otros cuerpos celestes en el mismo sistema (ver mecanismo de Kozai) o de una casi colisión con otro planeta, o puede ser que la propia estrella se volcó temprano en la formación de su sistema debido a las interacciones entre El campo magnético de la estrella y el disco formador de planetas.

## Estrellas
El patrón de las estrellas aparece fijo en el cielo, pero eso es solo porque están tan lejos que su movimiento no es visible a simple vista; en realidad, están orbitando el centro de la galaxia. Es más probable que las estrellas con una órbita retrógrada se encuentren en el halo galáctico que en el disco galáctico. El halo externo de la Vía Láctea tiene muchos grupos globulares con una órbita retrógrada y con una rotación retrógrada o cero. La estructura del halo es tema de un debate en curso. Varios estudios afirmaron encontrar un halo que consta de dos componentes distintos. Estos estudios encuentran un halo "dual", con un componente interno, más rico en metales, prógrado (es decir, las estrellas orbitan la galaxia con la rotación del disco de la misma), y un componente de metal pobre, externo, retrógrado (que gira contra el disco) . Sin embargo, estos hallazgos han sido cuestionados por otros estudios, argumentando en contra de tal dualidad. Estos estudios demuestran que los datos de observación se pueden explicar sin una dualidad, cuando se emplea un análisis estadístico mejorado y se tienen en cuenta las incertidumbres de medición.
Se cree que la cercana Estrella de Kapteyn terminó con su órbita retrógrada de alta velocidad alrededor de la galaxia como resultado de ser arrancada de una galaxia enana que se fusionó con la Vía Láctea.

## Galaxias

### Galaxias satelitales
Los sobrevuelos cercanos y las fusiones de galaxias dentro de cúmulos de galaxias pueden extraer material de las galaxias y crear pequeñas galaxias satélites en órbitas prógradas o retrógradas alrededor de galaxias más grandes
Una galaxia llamada Complejo H, que estaba orbitando la Vía Láctea en una dirección retrógrada en relación con la rotación de la Vía Láctea, está chocando con la Vía Láctea.

### Bultos contrarrotantes
NGC 7331 es un ejemplo de una galaxia que tiene una protuberancia que gira en la dirección opuesta al resto del disco, probablemente como resultado de material inflado.

### Agujeros negros centrales
El centro de una galaxia espiral contiene al menos un agujero negro supermasivo. Un agujero negro retrógrado (uno cuyo giro es opuesto al de su disco) arroja chorros mucho más potentes que los de un agujero negro avanzado, que puede no tener ningún chorro. Los científicos han producido un marco teórico para la formación y evolución de los agujeros negros retrógrados basados en la brecha entre el borde interior de un disco de acreción y el agujero negro.